# Doris Ahnen

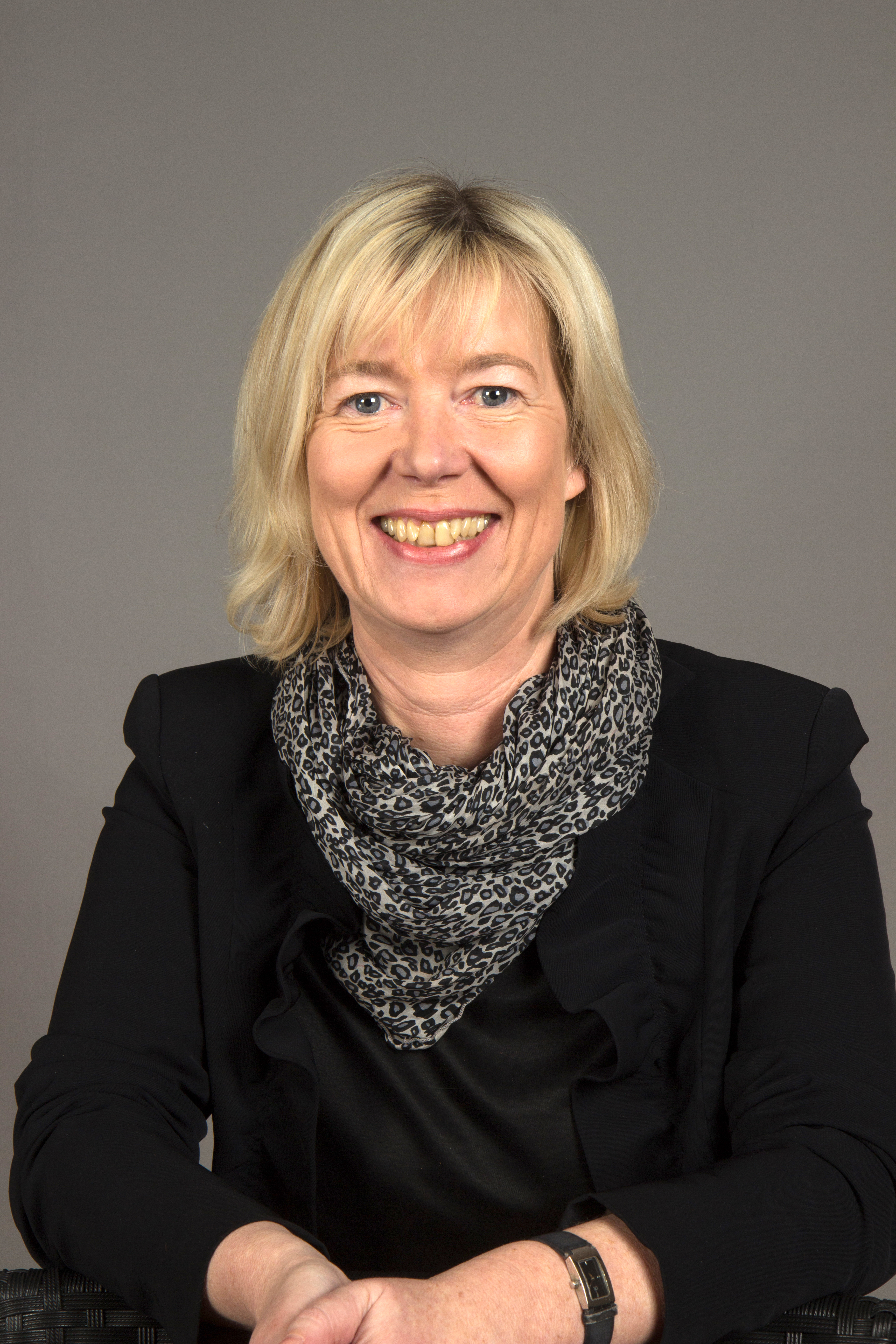
Doris Ahnen, 2014

Doris Maria Ahnen (* 29. August 1964 in Trier) ist eine deutsche Politikerin (SPD). Seit 2014 ist sie Finanzministerin in der rheinland-pfälzischen Landesregierung, zuvor war sie von 2001 bis 2014 Ministerin für Bildung, Wissenschaft, Weiterbildung und Kultur. Seit 2006 ist sie zudem Mitglied des rheinland-pfälzischen Landtags.

## Ausbildung / Privates
Doris Ahnen wurde 1964 als Tochter eines Vertreters und einer Schuhverkäuferin in Trier geboren. Nach dem Abitur im Jahre 1984 am Friedrich-Spee-Gymnasium in Trier-Ehrang studierte sie an der Johannes Gutenberg-Universität in Mainz Politikwissenschaft, Öffentliches Recht und Pädagogik. Das Studium beendete sie 1990 mit dem Magistra Artium. Von 1986 bis 1987 war sie Vorsitzende des Allgemeinen Studentenausschusses (AStA). Nach ihrem Studium arbeitete sie als persönliche Referentin des Präsidenten der Johannes Gutenberg-Universität, Jürgen Zöllner. Nach Zöllners Berufung zum Wissenschaftsminister des Landes Rheinland-Pfalz im Jahre 1991 wurde Ahnen Leiterin des Ministerbüros.
Doris Ahnen ist römisch-katholisch und war bis 2018 mit Matthias Kollatz verheiratet.

## SPD-Politikerin
Seit 1985 ist Doris Ahnen Mitglied der SPD und engagierte sich zunächst in der Juso-Hochschulgruppe Mainz. Von 1986 bis 1988 war sie Mitglied im Bundesvorstand (AK Hochschule) der Juso-Hochschulgruppen, die sie auch im Juso-Bundesvorstand vertrat.
1988 kandidierte sie als Vertreterin der reformsozialistischen Strömung für den Juso-Bundesvorsitz und unterlag knapp gegen Susi Möbbeck. Von 1988 bis 1990 amtierte sie als stellvertretende Juso-Bundesvorsitzende und von 1997 bis 2009 war sie Mitglied des Vorstands des SPD-Unterbezirks Mainz, ab 2005 als stellvertretende Vorsitzende. Sie ist seit 2004 stellvertretende Vorsitzende der SPD Rheinland-Pfalz, gehört seit 2007 dem SPD-Parteivorstand an und seit 2009 auch dem Parteipräsidium.

### Abgeordnete

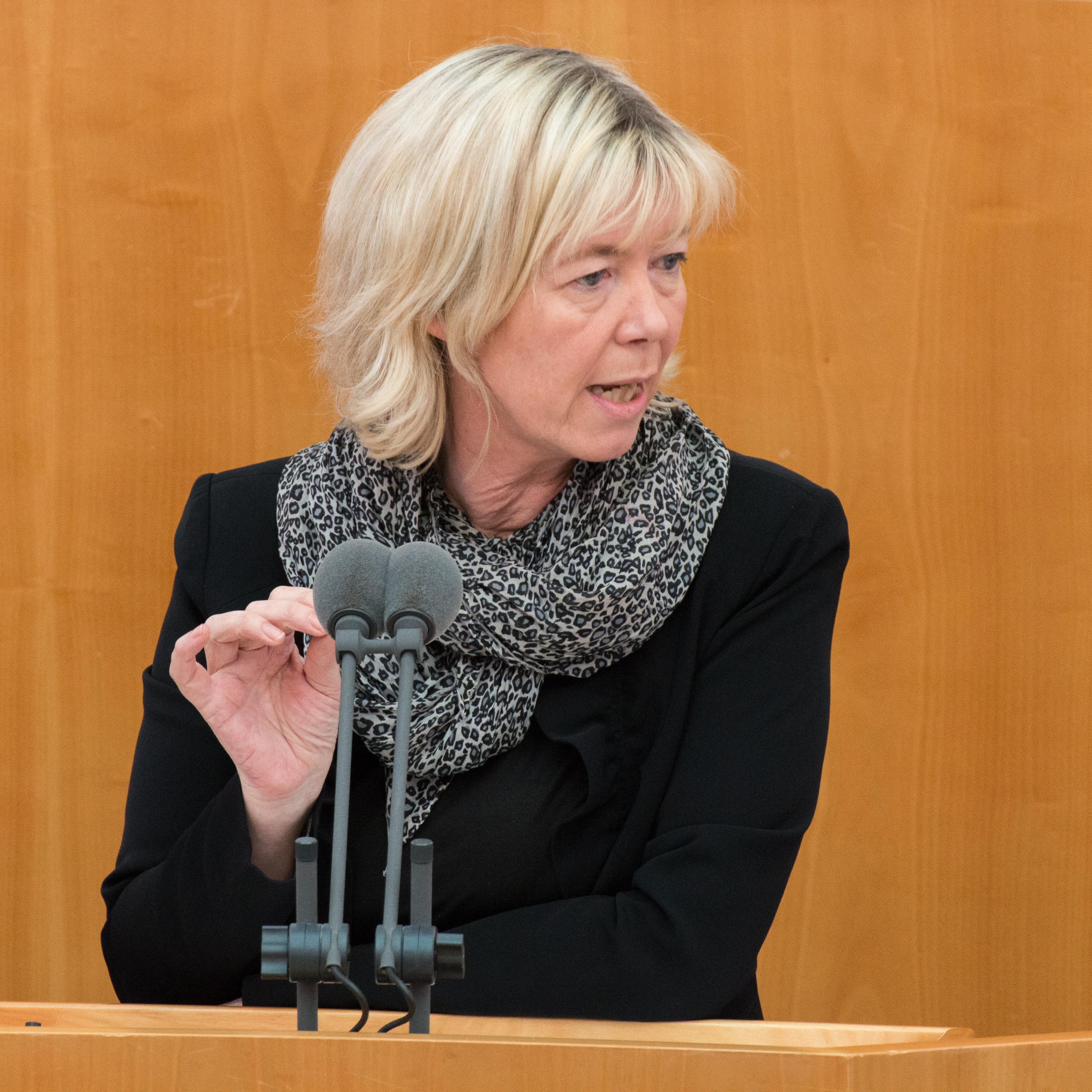
Doris Ahnen 2014 bei einer Rede vor dem Landtag Rheinland-Pfalz

Doris Ahnen ist seit 2006 Abgeordnete im rheinland-pfälzischen Landtag. 2011 verlor sie ihr Direktmandat nur knapp mit 13 Stimmen an Wolfgang Reichel, war aber über ihren Listenplatz weiter im Landtag. Bei der Landtagswahl am 13. März 2016 konnte sie ihr Direktmandat im Wahlkreis Mainz II zurückgewinnen und es 2021 halten.

## Öffentliche Ämter
1996 wurde Doris Ahnen Staatssekretärin im rheinland-pfälzischen Ministerium für Bildung, Wissenschaft und Weiterbildung.
Am 18. Mai 2001 berief Ministerpräsident Kurt Beck sie als Ministerin für Bildung, Frauen und Jugend in sein Kabinett. Im Dezember 2006 wurde ihr Ressort um die Zuständigkeit für die Wissenschaft und die Kultur erweitert. Die Frauenabteilung wurde an das Ministerium für Arbeit, Soziales, Familie und Gesundheit abgegeben, das seitdem einen entsprechend erweiterten Namen trägt. Ab dem 18. Mai 2011 verantwortete Doris Ahnen als Ministerin die Bereiche Bildung, Wissenschaft, Weiterbildung und Kultur.
Ahnen war im Jahr 2004 Präsidentin der Ständigen Konferenz der Kultusminister der Länder der Bundesrepublik Deutschland (KMK). Unter ihrer Präsidentschaft beschloss die KMK die Einführung der deutschen Rechtschreibreform. Seit 2006 war Ahnen Vorsitzende der Stiftung Rheinland-Pfalz für Innovation. 2007 wurde sie Vorsitzende des Kuratoriums der Stiftung Rheinland-Pfalz für Kultur. Seit 2012 war sie stellvertretende Vorsitzende der Gemeinsamen Wissenschaftskonferenz (GWK) und 2013 die Vorsitzende der GWK (gewählt im November 2011 für zwei Jahre) und damit Nachfolgerin von Annette Schavan. Im November 2013 wurde Ahnen erneut gewählt und nach einem Jahr von Johanna Wanka im GWK-Vorsitz abgelöst.
Infolge einer Kabinettsumbildung wurde Ahnen unter Ministerpräsidentin Malu Dreyer am 12. November 2014 zur rheinland-pfälzischen Finanzministerin ernannt. Sie hatte in den Jahren 2018, 2020, 2022 und 2024 den Vorsitz der Finanzministerkonferenz (FMK) inne.
Doris Ahnen war Vorsitzende im Aufsichtsrat der Universitätsmedizin Mainz. Sie war Mitglied der 12., 13., 15. und 16. Bundesversammlung zur Wahl des Bundespräsidenten.

## Kabinette
Kabinett Beck III – Kabinett Beck IV – Kabinett Beck V – Kabinett Dreyer I – Kabinett Dreyer II – Kabinett Dreyer III – Kabinett Schweitzer